# Asparn an der Zaya
Asparn an der Zaya ist eine österreichische Marktgemeinde mit 1936 Einwohnern (Stand 1. Jänner 2025) im Bezirk Mistelbach in Niederösterreich.

## Geografie
Asparn an der Zaya liegt im Weinviertel in Niederösterreich. Die Zaya ist ein Nebenfluss der March. Die Bezirkshauptstadt Mistelbach ist nur sieben Kilometer entfernt. Die Fläche der Marktgemeinde umfasst 40,48 Quadratkilometer. Davon sind 62 Prozent landwirtschaftliche Nutzfläche, 29 Prozent sind bewaldet.

### Gemeindegliederung
Das Gemeindegebiet umfasst folgende fünf Ortschaften (in Klammern Einwohnerzahl Stand 1. Jänner 2025):
- Altmanns (119)
- Asparn an der Zaya (1105)
- Michelstetten (224)
- Olgersdorf (250)
- Schletz (238)

### Nachbargemeinden
| Gnadendorf | Fallbach                                    |            |
|            | Kompassrose, die auf Nachbargemeinden zeigt | Mistelbach |
| Niederleis | Ladendorf                                   |            |

## Geschichte
Das jungsteinzeitliche Massaker von Schletz in Asparn-Schletz machte diesen Ort zu einem Begriff der Urgeschichte.
Am 29. September 1108 wurde der Ort erstmals urkundlich erwähnt, im Spätmittelalter entwickelte er sich zum Markt, dem im 14. Jahrhundert der Bau einer Ringmauer und 1512 ein Wappen bewilligt wurde. Nach dem Aussterben der Herren von Asparn im 13. Jahrhundert waren unter anderen die Sunnberger (vor 1286) und die Wallseer (1380) im Lehensbesitz der Herrschaft.
1610 kaufte Graf Seyfried Christoph von Breuner die Herrschaft Asparn für 145.000 Gulden, baute das Schloss zu seiner Hauptresidenz aus und gründete das Minoritenkloster. Während der Einfälle der Schweden 1645 während des Dreißigjährigen Krieges und der Kuruzen Ende des 17. Jahrhunderts wurde der Ort schwer in Mitleidenschaft gezogen. Laut Adressbuch von Österreich waren im Jahr 1938 in Asparn drei Ärzte, ein Verkehrsunternehmer, zwei Bäcker, ein Baumeister, zwei Binder, ein Dachdecker, zwei Fleischer, ein Friseur, ein Gärtner, sechs Gastwirte, vier Gemischtwarenhändler, ein Glaser, eine Hebamme, ein Kürschner, drei Müller, ein Sägewerk, zwei Sattler, ein Schlosser, drei Schmiede, zwei Schneider und drei Schneiderinnen, sieben Schuster, ein Spengler, zwei Tischler, ein Viehhändler, ein Viktualienhändler, zwei Wagner, zwei Zimmermeister und mehrere Landwirte ansässig. Weiters gab es ein Elektrizitätswerk und eine Milchgenossenschaft.
In den letzten Tagen des Zweiten Weltkriegs wurde Asparn Schauplatz von Infanteriekämpfen, welche fünf Todesopfer unter der Zivilbevölkerung forderten. Acht Häuser brannten ab, sechs Brücken wurden gesprengt. Am 19. April 1945 marschierten Soldaten der Roten Armee in Asparn ein. In Michelstetten fanden zwischen 20. und 23. April schwere Kämpfe statt, wobei ein Kind ums Leben kam und 70 % des gesamten Häuserbestandes zerstört oder stark beschädigt wurde.
Mit 1. Jänner 1972 wurde aufgrund des Niederösterreichischen Kommunalstrukturverbesserung 1971 die Marktgemeinde Asparn an der Zaya und die Gemeinden Michelstetten sowie Olgersdorf zur Marktgemeinde Asparn an der Zaya vereinigt.

### Einwohnerentwicklung
Nach dem Ergebnis der Volkszählung 2001 gab es 1814 Einwohner. 1991 hatte die Marktgemeinde 1688 Einwohner, 1981 1710 und im Jahr 1971 1862 Einwohner.
| Asparn an der Zaya: Einwohnerzahlen von 1869 bis 2025 | Asparn an der Zaya: Einwohnerzahlen von 1869 bis 2025 | Asparn an der Zaya: Einwohnerzahlen von 1869 bis 2025 | Asparn an der Zaya: Einwohnerzahlen von 1869 bis 2025 | Asparn an der Zaya: Einwohnerzahlen von 1869 bis 2025 |
| ----------------------------------------------------- | ----------------------------------------------------- | ----------------------------------------------------- | ----------------------------------------------------- | ----------------------------------------------------- |
| Jahr                                                  |                                                       |                                                       |                                                       | Einwohner                                             |
| 1869                                                  | 1869                                                  |                                                       | 2.442                                                 | 2.442                                                 |
| 1880                                                  | 1880                                                  |                                                       | 2.577                                                 | 2.577                                                 |
| 1890                                                  | 1890                                                  |                                                       | 2.519                                                 | 2.519                                                 |
| 1900                                                  | 1900                                                  |                                                       | 2.438                                                 | 2.438                                                 |
| 1910                                                  | 1910                                                  |                                                       | 2.457                                                 | 2.457                                                 |
| 1923                                                  | 1923                                                  |                                                       | 2.382                                                 | 2.382                                                 |
| 1934                                                  | 1934                                                  |                                                       | 2.373                                                 | 2.373                                                 |
| 1939                                                  | 1939                                                  |                                                       | 2.300                                                 | 2.300                                                 |
| 1951                                                  | 1951                                                  |                                                       | 2.266                                                 | 2.266                                                 |
| 1961                                                  | 1961                                                  |                                                       | 2.040                                                 | 2.040                                                 |
| 1971                                                  | 1971                                                  |                                                       | 1.862                                                 | 1.862                                                 |
| 1981                                                  | 1981                                                  |                                                       | 1.710                                                 | 1.710                                                 |
| 1991                                                  | 1991                                                  |                                                       | 1.688                                                 | 1.688                                                 |
| 2001                                                  | 2001                                                  |                                                       | 1.814                                                 | 1.814                                                 |
| 2011                                                  | 2011                                                  |                                                       | 1.763                                                 | 1.763                                                 |
| 2021                                                  | 2021                                                  |                                                       | 1.906                                                 | 1.906                                                 |
| 2025                                                  | 2025                                                  |                                                       | 1.936                                                 | 1.936                                                 |
| Quelle(n): Statistik Austria, Gebietsstand 1.1.2021   |                                                       |                                                       |                                                       |                                                       |

## Kultur und Sehenswürdigkeiten

### Bauwerke

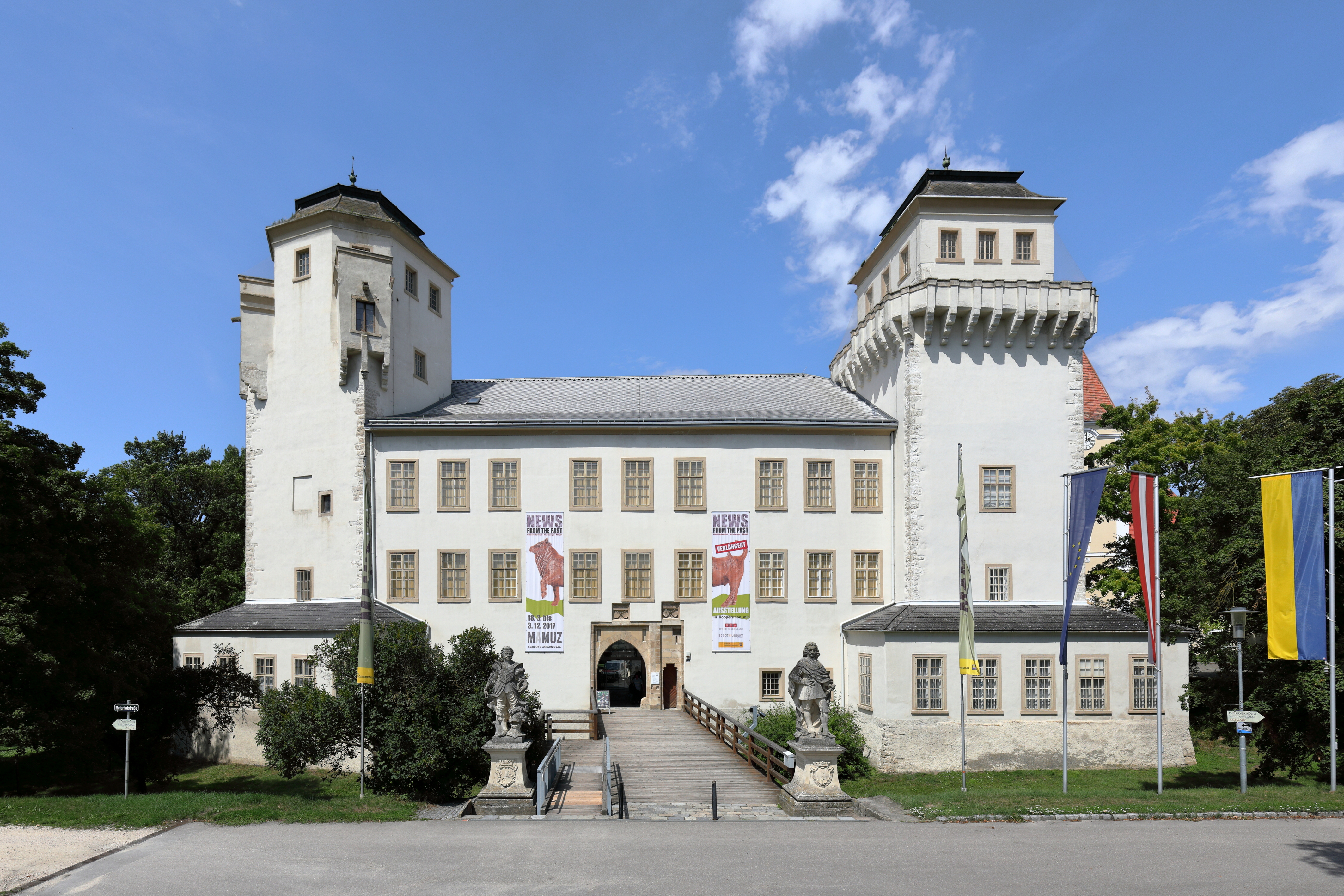
Schloss Asparn

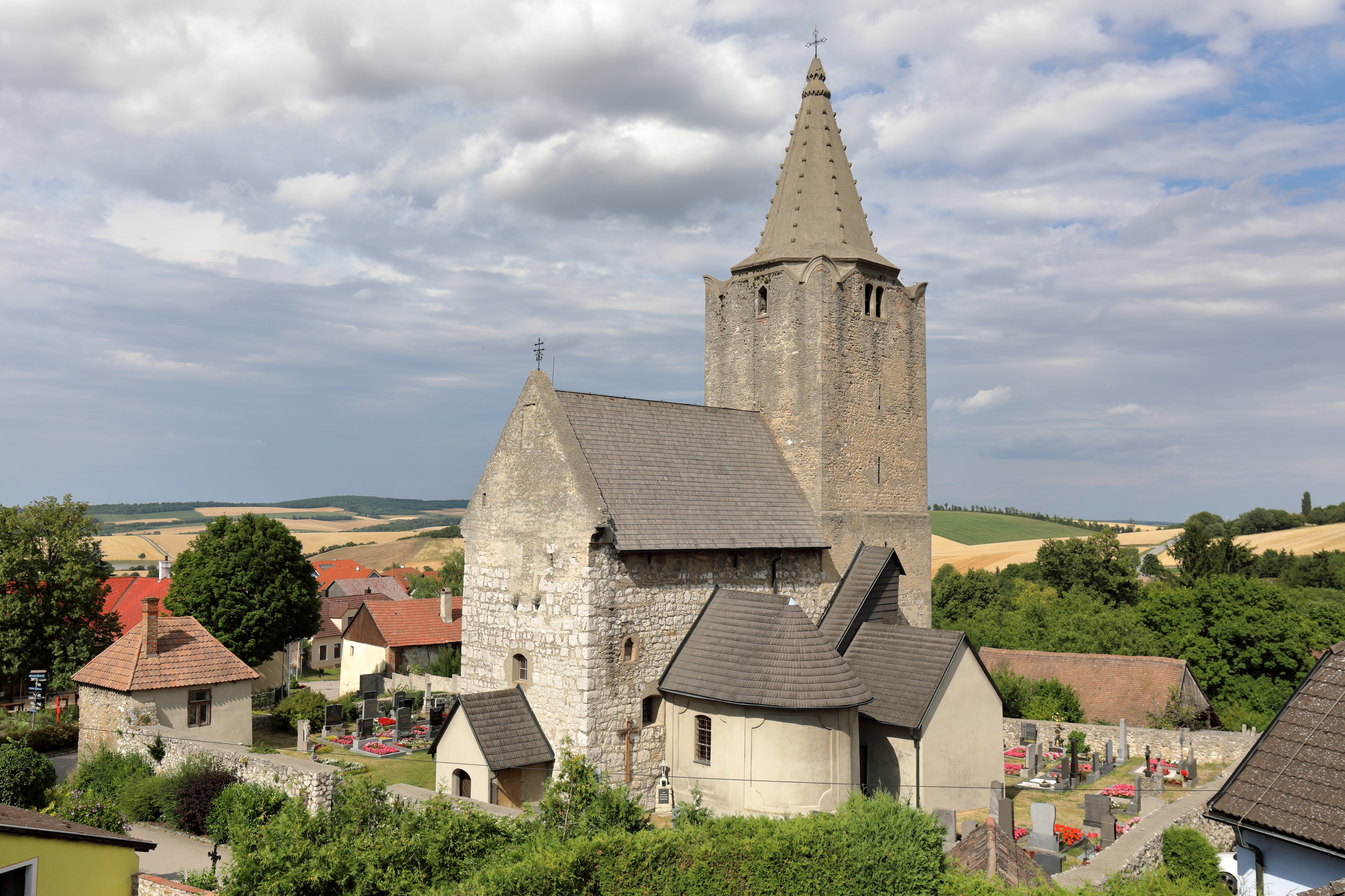
Pfarrkirche Michelstetten

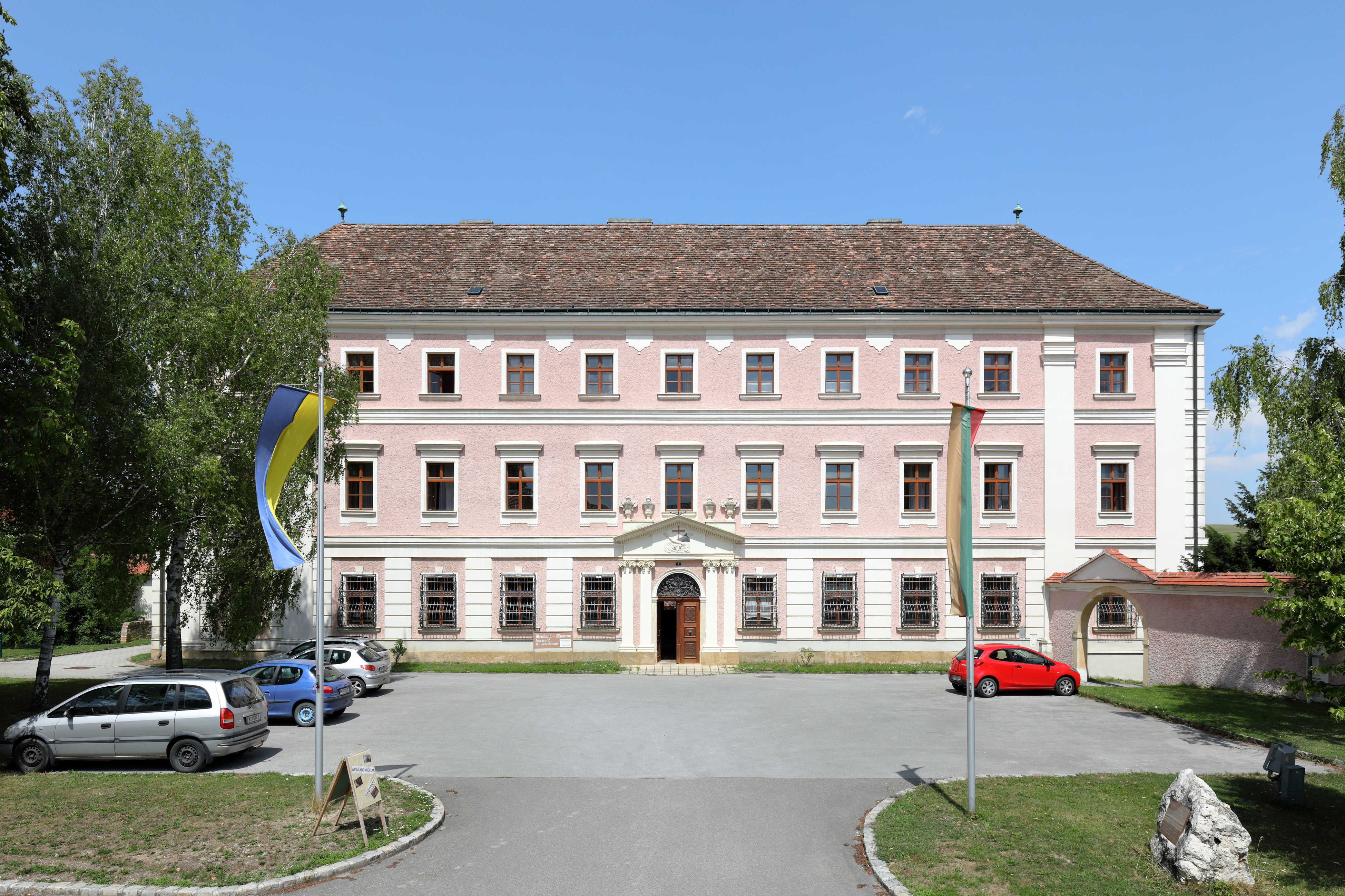
Weinlandmuseum

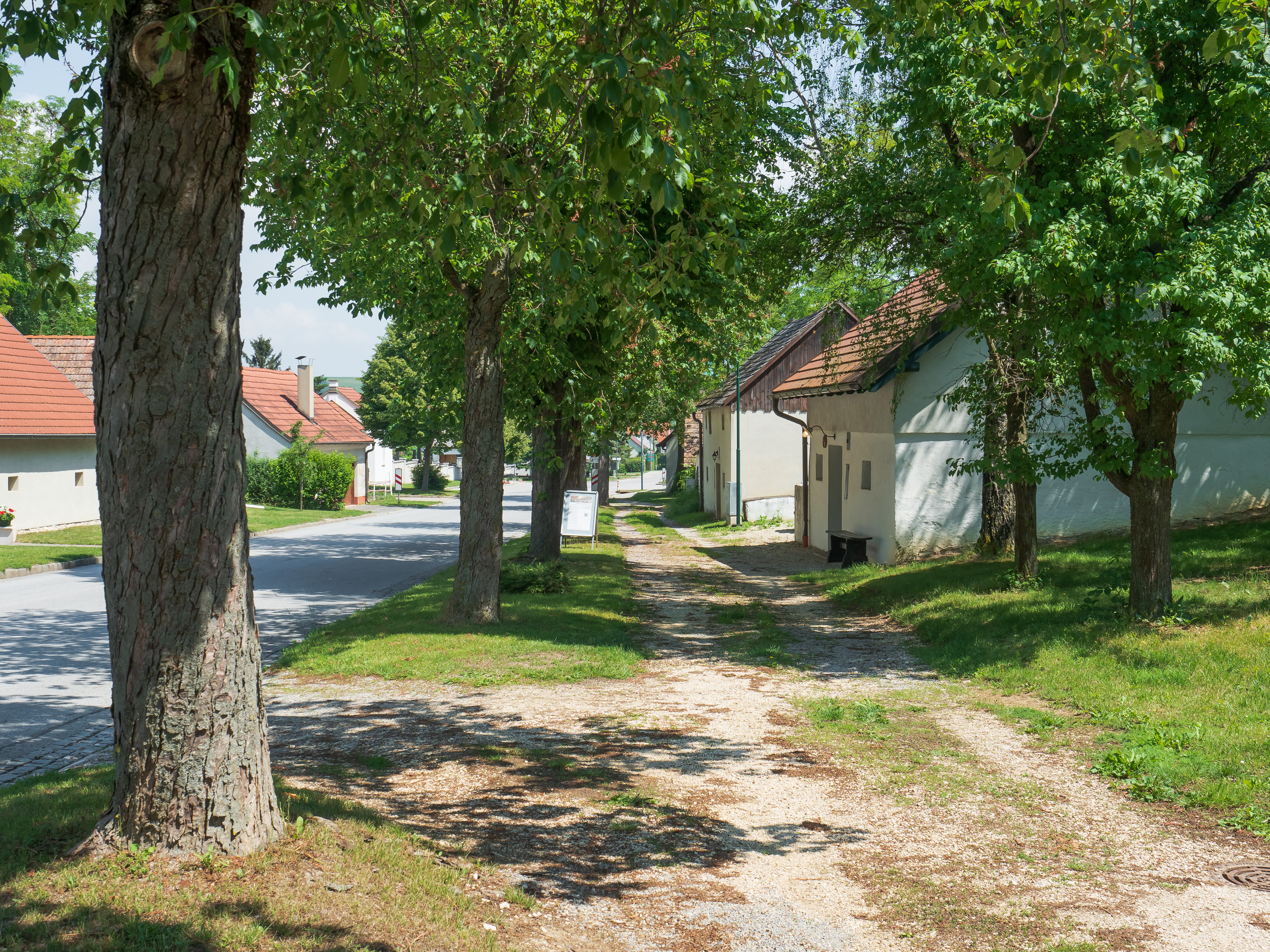
Kellergasse Beim Friedhof in Asparn an der Zaya

- Schloss Asparn: Das Schloss wurde in der zweiten Hälfte des 13. Jahrhunderts erbaut.
- Katholische Pfarrkirche Asparn an der Zaya hl. Pankratius
- Minoritenkloster: Das ehemalige Kloster beherbergte bis 2020 das Weinlandmuseum.
- Pfarrkirche Michelstetten hl. Veit: Der älteste Kirchenbau im nordöstlichen Weinviertel war eine Wehrkirche.

### Museen
- Das Urgeschichtemuseum, eine Außenstelle des Niederösterreichischen Landesmuseums, befindet sich in Schloss Asparn. Es besteht seit 1970 und zeigt 40.000 Jahre Menschheitsgeschichte, von Mammutjägern bis zu den Kelten. Im archäologischen Freigelände im Schlosspark befinden sich Modelle von Wohnstätten aus der Stein-, Bronze- und Eisenzeit in Originalgröße.
- Ausgrabung Massaker von Schletz: am Ort der Ausgrabung des „Massakers von Schletz“ hat ein Künstler die Katastrophe in einer Szene kämpfender dürrer Bäume dargestellt.
- Schulmuseum Michelstetten
- FILMHOF WEIN4TEL: Der 2003 gegründete Filmhof war bis 2021 ein ganzjährig bespieltes Theater- und Filmzentrum mit Gastronomiebetrieb im ehemaligen Gutshof des Schlosses Asparn/Zaya. Höhepunkt der Veranstaltungen war jedes Jahr das sommerliche Filmhof-Festival. Im Frühjahr 2022 wurde bekannt, dass der bisherige Intendant und Miteigentümer des Geländes sich zurückzieht, was das Ende des Filmhofs bedeutete. Im Sommer 2022 wurde das Veranstaltungsgelände durch den Verein „Kulturszene Asparn“ unter der Marke „Kultur im Asparner Stättl“ bespielt.[6][7]

### Regelmäßige Veranstaltungen
- Filmhof Festival (von 2003 bis 2021): Das Filmhof-Festival in Asparn an der Zaya zeigt Theateraufführungen und Filmproduktionen der letzten Jahre. Es findet jährlich über zwei Monate im Sommer statt.

## Wirtschaft und Infrastruktur
Nicht landwirtschaftliche Arbeitsstätten gab es im Jahr 2001 47, land- und forstwirtschaftliche Betriebe nach der Erhebung 1999 76. Die Zahl der Erwerbstätigen am Wohnort betrug nach der Volkszählung 2001 811. Die Erwerbsquote lag 2001 bei 45,58 Prozent.

### Bildung
- Kindergarten
- Volksschule
- neue NÖ Mittelschule
- Sonderschule
- Musikschule

## Politik

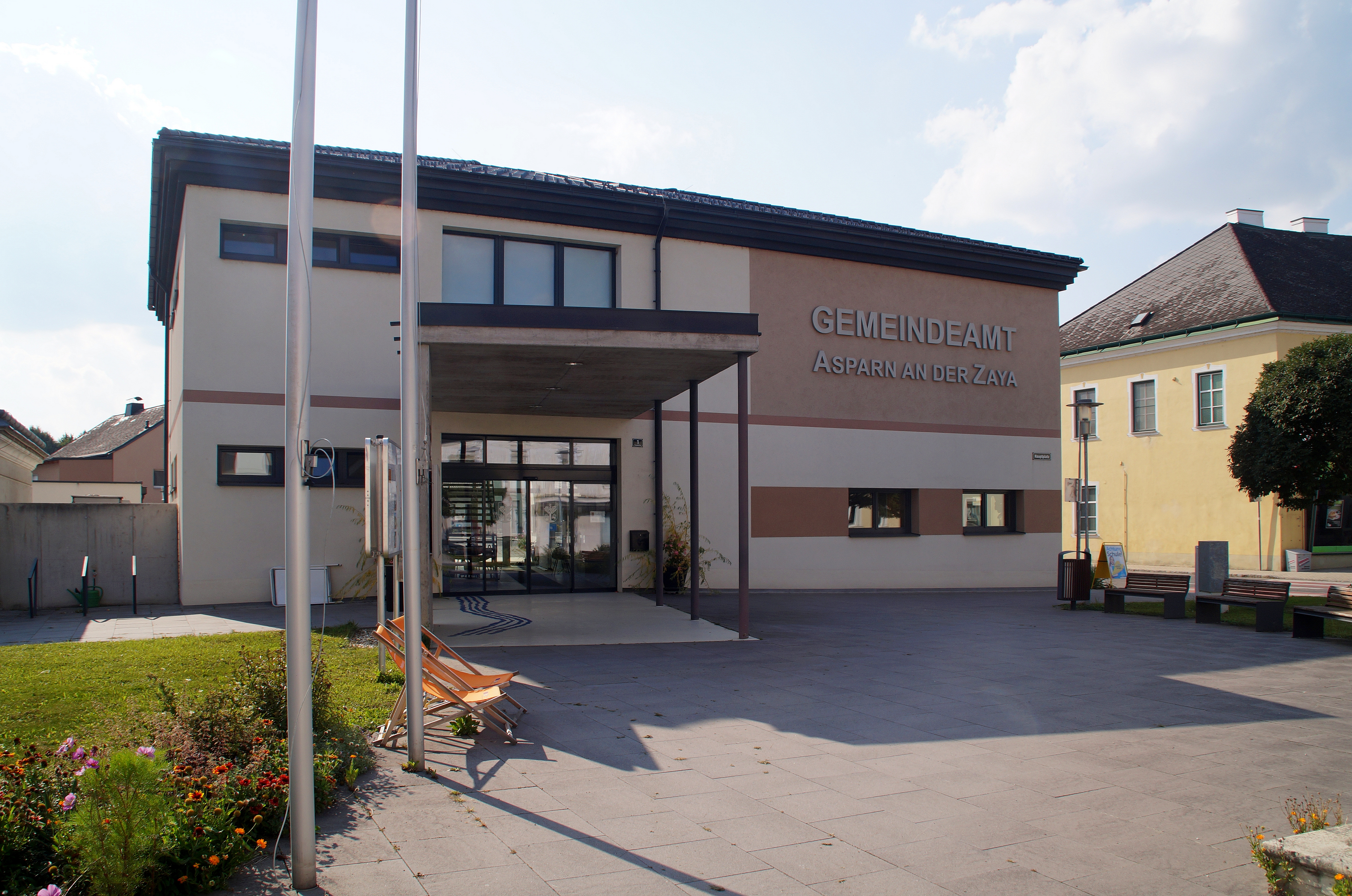
Gemeindeamt

### Gemeinderat
Der Gemeinderat hat 19 Mitglieder.
- Mit den Gemeinderatswahlen in Niederösterreich 1990 hatte der Gemeinderat folgende Verteilung: 10 ÖVP, 7 SPÖ, und 2 FPÖ.
- Mit den Gemeinderatswahlen in Niederösterreich 1995 hatte der Gemeinderat folgende Verteilung: 12 ÖVP, 5 SPÖ, und 2 FPÖ.[8]
- Mit den Gemeinderatswahlen in Niederösterreich 2000 hatte der Gemeinderat folgende Verteilung: 12 ÖVP, 5 SPÖ, und 2 FPÖ.[9]
- Mit den Gemeinderatswahlen in Niederösterreich 2005 hatte der Gemeinderat folgende Verteilung: 11 ÖVP, 7 SPÖ, und 1 FPÖ.[10]
- Mit den Gemeinderatswahlen in Niederösterreich 2010 hatte der Gemeinderat folgende Verteilung: 11 ÖVP, 6 SPÖ, und 2 FPÖ.[11]
- Mit den Gemeinderatswahlen in Niederösterreich 2015 hatte der Gemeinderat folgende Verteilung: 11 ÖVP, 6 SPÖ, und 2 FPÖ.[12]
- Mit den Gemeinderatswahlen in Niederösterreich 2020 hatte der Gemeinderat folgende Verteilung: 12 ÖVP, 6 SPÖ, und 1 FPÖ.[13]
- Mit den Gemeinderatswahlen in Niederösterreich 2025 hat der Gemeinderat folgende Verteilung: 13 ÖVP, 3 SPÖ, und 3 FPÖ.[14]

### Bürgermeister
- ?–? Josef Bogendorfer (CS)
- bis 2007 Heinrich Eberlein (ÖVP)
- 2008–2016 Johann Panzer (ÖVP)
- seit 2016 Manfred Meixner (ÖVP)[15]

### Wappen
Der Gemeinde wurde bereits 1512 das Wappen verliehen.

## Persönlichkeiten
- Josef Bogendorfer (1858–1925), Landwirt und Politiker
- Joseph Hardtmuth (1758–1816), Architekt und Erfinder
- Josef Maurer (1853–1894), Pfarrer und Heimatforscher
- Rudolf Prokschi (* 1953), römisch-katholischer Kirchenhistoriker
- Anton Schurz (1794–1859), Schriftsteller